# Pathogen (album Made of Hate)
Pathogen - drugi album studyjny polskiej grupy Made of Hate, wydany 27 sierpnia 2010 r. przez AFM Records.

## Lista utworów
1. Friend - 05:01
2. Russian Roulette - 04:17
3. You Departed - 04:09
4. I Can't Believe - 06:21
5. Lock 'n' Load - 03:43
6. Questions - 04:17
7. False Flag - 04:16
8. Pathogen - 05:34

### Twórcy
- Michał "Mike" Kostrzyński - gitara prowadząca, chórki
- Tomasz Grochowski - perkusja
- Radosław Półrolniczak - śpiew
- Jarosław Kajszcak - gitara basowa